# Episodi di Portlandia (quarta stagione)
La quarta stagione della serie televisiva Portlandia, composta da dieci episodi, è stata trasmessa sul canale statunitense IFC dal 27 febbraio al 1º maggio 2014.
In Italia la serie è inedita.
| nº | Titolo originale      | Titolo italiano | Prima TV USA     | Prima TV Italia |
| -- | --------------------- | --------------- | ---------------- | --------------- |
| 1  | Sharing Finances      |                 | 27 febbraio 2014 |                 |
| 2  | Ecoterrorists         |                 | 6 marzo 2014     |                 |
| 3  | Celery                |                 | 13 marzo 2014    |                 |
| 4  | Pull-Out King         |                 | 20 marzo 2014    |                 |
| 5  | Spyke Drives          |                 | 27 marzo 2014    |                 |
| 6  | Bahama Knights        |                 | 3 aprile 2014    |                 |
| 7  | Trail Blazers         |                 | 10 aprile 2014   |                 |
| 8  | Late in Life Drug Use |                 | 17 aprile 2014   |                 |
| 9  | 3D Printer            |                 | 24 aprile 2014   |                 |
| 10 | Getting Away          |                 | 1º maggio 2014   |                 |